# Adele Lane
Adele Lane (née le 17 juillet 1877 dans le New Jersey et morte le 24 octobre 1957  à Los Angeles, en Californie) est une actrice américaine.

## Biographie
Née dans le New Jersey en 1877, Adele Lane commence à travailler dans le cinéma, en 1912 en tournant dans des films pour la Lubin Manufacturing Company de Siegmund Lubin. Après une saison, elle continue sa carrière en travaillant pour la Selig Polyscope Company de William Selig. Elle cesse de tourner en 1915, mais au cours de sa brève carrière, elle est apparue dans plus de soixante-dix films.
Elle fut l'épouse du réalisateur Burton L. King, qui la fit tourner dans une douzaine de films, parmi lesquels A Modern Enoch Arden, Across the Footlights, A Second Beginning, The Opening Night ou encore The Markswoman.

## Filmographie

### Comme actrice
- 1912 : The Salted Mine de Romaine Fielding
- 1912 : An Indian's Gratitude de Romaine Fielding
- 1912 : The Ingrate de Romaine Fielding
- 1912 : A Western Courtship de Romaine Fielding
- 1912 : The Ranger's Reward de Romaine Fielding
- 1912 : The Detective's Conscience de Romaine Fielding
- 1912 : The Sand Storm de Romaine Fielding
- 1913 : The Woodfire at Martin's de E.A. Martin
- 1913 : The Fighting Lieutenant de E.A. Martin
- 1913 : When Men Forget de Colin Campbell
- 1913 : The Beaded Buckskin Bag de E.A. Martin
- 1913 : In God We Trust de E.A. Martin
- 1913 : The Trail of Cards de E.A. Martin
- 1913 : The Acid Test de E.A. Martin
- 1913 : Good for Evil de Romaine Fielding
- 1913 : The Redemption of Railroad Jack de E.A. Martin
- 1913 : John Bousall of the U.S. Secret Service de E.A. Martin
- 1913 : As a Father Spareth His Son de Fred Huntley
- 1913 : Dorothy's Adoption de Romaine Fielding
- 1913 : When May Weds December de Francis J. Grandon
- 1913 : The Quality of Mercy de Norval MacGregor
- 1913 : The Cipher Message de Francis J. Grandon
- 1913 : Granddaddy's Boy de Norval MacGregor
- 1913 : Father's Day de Hardee Kirkland
- 1914 : At Cross Purposes de Norval MacGregor
- 1914 : Conscience and the Temptress de Norval MacGregor
- 1914 : The Old vs. the New de Norval MacGregor
- 1914 : Their Lesson de Norval MacGregor
- 1914 : Thou Shalt Not Kill de E.A. Martin
- 1914 : The Better Way de Norval MacGregor
- 1914 : The Story of Venus de Norval MacGregor
- 1914 : The Story of Cupid de Norval MacGregor
- 1914 : The Story of Diana de Norval MacGregor
- 1914 : Two Girls de Norval MacGregor
- 1914 : On the Minute de E.A. Martin
- 1914 : At Last We Are Alone de Norval MacGregor
- 1914 : Teaching Father a Lesson de Norval MacGregor
- 1914 : Second Childhood de Norval MacGregor
- 1914 : Willie's Haircut de Norval MacGregor
- 1914 : Somebody's Sister de E.A. Martin
- 1914 : The Captain's Chair de E.A. Martin
- 1914 : The Right to Happiness de Norval MacGregor
- 1914 : The Substitute Heir de E.A. Martin
- 1914 : The Skull and the Crown de E.A. Martin
- 1914 : Meller Drammer de E.A. Martin
- 1914 : The Decision of Jim O'Farrell de E.A. Martin
- 1914 : Pawn Ticket '913' de E.A. Martin
- 1914 : The Missing Page de E.A. Martin
- 1914 : For Love of Him de E.A. Martin
- 1914 : The Loyalty of Jumbo de E.A. Martin
- 1914 : The Man Hater de E.A. Martin
- 1914 : The Fatal Note de E.A. Martin
- 1914 : The Lion Hunter de E.A. Martin
- 1914 : The Champion Bear Slayer de E.A. Martin
- 1915 : The Millionaire Cabby de E.A. Martin
- 1915 : The Old Doctor de Murdock MacQuarrie
- 1915 : A Modern Enoch Arden de Burton L. King
- 1915 : Across the Footlights de Burton L. King
- 1915 : A Second Beginning de Burton L. King
- 1915 : Her Own Blood de Burton L. King
- 1915 : The Old Grouch de Murdock MacQuarrie
- 1915 : The Advisor de Burton L. King
- 1915 : The Opening Night de Burton L. King : Nina Vaughan
- 1915 : The Burden Bearer de Burton L. King
- 1915 : Out of the Flames de Burton L. King
- 1915 : Where Happiness Dwells de Burton L. King
- 1915 : Ethel's Burglar de Murdock MacQuarrie
- 1915 : The Valley of Regeneration de Burton L. King
- 1915 : In the Heart of the Hills de Burton L. King
- 1915 : The Markswoman de Burton L. King